# Marussia MR02
Chronologie des modèles (2013)
Marussia MR01 Marussia MR03
La Marussia MR02 est la monoplace de Formule 1 engagée par l'écurie russe Marussia F1 Team dans le championnat du monde de Formule 1 2013. Elle est pilotée par le Français Jules Bianchi et le Britannique Max Chilton, qui effectuent tous les deux leurs débuts dans la discipline. Initialement, le Brésilien Luiz Razia était titulaire aux côtés de Chilton, mais des problèmes financiers ont obligé Marussia à le remplacer. Conçue par l'ingénieur britannique Pat Symonds, la MR02 se révèle radicalement différente de la Marussia MR01 de la saison précédente.
Présentée le 5 février 2013 sur le circuit permanent de Jerez en Espagne, la MR02 a pour objectif de décrocher la dixième place au championnat du monde des constructeurs. Ce résultat a été atteint, bien que la voiture n'ait gagné aucun point.

## Création de la monoplace
La principale différence de la Marussia MR02 avec la MR01 de 2012 repose sur l'utilisation d'un système de récupération de l'énergie cinétique, conçue par l'écurie Williams F1 Team : en effet, selon l'écurie, cette nouveauté est une « immense révolution » par rapport à la monoplace de la saison dernière, qui ne disposait pas du SREC.
La monoplace a été développée pour la première fois en soufflerie, dans les installations de l'écurie McLaren Racing en plus d'avoir été dessinée en CFD. Cette nouveauté a influé sur la conception de la monoplace, qui arbore un nez plus fin que celui de sa devancière, des pontons bombées et des échappements à effet Coanda à l'image de la McLaren MP4-27 de 2012, ainsi qu'un capot moteur allongé et effilé.
Si les ingénieurs de l'écurie ont réussi à réduire le poids de la monoplace par rapport à celle de la saison précédente, la MR02 conserve des éléments de sa devancière : en effet, les suspensions et ailerons avant et arrière sont les mêmes que ceux de la MR01. La MR02 arbore en outre une nouvelle livrée, avec un rouge fluorescent pour le haut de la monoplace, séparé du noir par un liseré blanc.

## Résultats en championnat du monde de Formule 1
| Saison | Écurie           | Moteur              | Pneus   | Pilotes       | Courses | Courses | Courses | Courses | Courses | Courses | Courses | Courses | Courses | Courses | Courses | Courses | Courses | Courses | Courses | Courses | Courses | Courses | Courses | Points inscrits | Classement |
| Saison | Écurie           | Moteur              | Pneus   | Pilotes       | 1       | 2       | 3       | 4       | 5       | 6       | 7       | 8       | 9       | 10      | 11      | 12      | 13      | 14      | 15      | 16      | 17      | 18      | 19      | Points inscrits | Classement |
| ------ | ---------------- | ------------------- | ------- | ------------- | ------- | ------- | ------- | ------- | ------- | ------- | ------- | ------- | ------- | ------- | ------- | ------- | ------- | ------- | ------- | ------- | ------- | ------- | ------- | --------------- | ---------- |
| 2013   | Marussia F1 Team | Cosworth V8 CA2013k | Pirelli |               | AUS     | MAL     | CHI     | BAH     | ESP     | MON     | CAN     | GBR     | ALL     | HON     | BEL     | ITA     | SIN     | COR     | JAP     | IND     | ABU     | USA     | BRÉ     | 0               | 10e        |
| 2013   | Marussia F1 Team | Cosworth V8 CA2013k | Pirelli | Jules Bianchi | 15e     | 13e     | 15e     | 19e     | 18e     | Abd     | 17e     | 16e     | Abd     | 16e     | 18e     | 19e     | 18e     | 16e     | Abd     | 18e     | 20e     | 18e     | 17e     | 0               | 10e        |
| 2013   | Marussia F1 Team | Cosworth V8 CA2013k | Pirelli | Max Chilton   | 17e     | 16e     | 17e     | 20e     | 19e     | 14e     | 19e     | 17e     | 19e     | 17e     | 19e     | 20e     | 17e     | 17e     | 19e     | 17e     | 21e     | 21e     | 19e     | 0               | 10e        |

Légende : ici